# 陈河镇 (通江县)
陈河镇，原为陈河乡，是中华人民共和国四川省巴中市通江县下辖的一个乡镇级行政单位。2020年5月，撤乡设镇。

## 行政区划
陈河镇下辖以下地区：
陈河街道社区、白草池村、陈家坝村、河坝场村、老鹰咀村、李季坪村、母家梁村、三溪寺村、天坪岗村和西浴溪村。